# Roneisha McGregor
Roneisha McGregor (9 de octubre de 1997) es una deportista jamaicana que compite en atletismo, especialista en las carreras de velocidad.
Participó en los Juegos Olímpicos de Tokio 2020, obteniendo una medalla de bronce en la prueba de 4 × 400 m.
Ganó una medalla de plata en el Campeonato Mundial de Atletismo de 2019 y una medalla de oro en el Campeonato Mundial de Atletismo en Pista Cubierta de 2022.

## Palmarés internacional
| Juegos Olímpicos                     | Juegos Olímpicos  | Juegos Olímpicos  | Juegos Olímpicos |
| Año                                  | Lugar             | Medalla           | Prueba           |
| ------------------------------------ | ----------------- | ----------------- | ---------------- |
| 2020                                 | Tokio (Japón)     | Medalla de bronce | 4 × 400 m        |
| Campeonato Mundial                   |                   |                   |                  |
| Año                                  | Lugar             | Medalla           | Prueba           |
| 2019                                 | Doha (Catar)      | Medalla de plata  | 4 × 400 m mixto  |
| Campeonato Mundial en Pista Cubierta |                   |                   |                  |
| Año                                  | Lugar             | Medalla           | Prueba           |
| 2022                                 | Belgrado (Serbia) | Medalla de oro    | 4 × 400 m        |